# Boeing X-37
Boeing X-37 også kaldet Orbital Test Vehicle (OTV), er et genanvendeligt ubemandet rumfartøj. Fartøjet sendes i kredsløb med en løfteraket og vender tilbage til Jordens atmosfære og lander som et rumfly. X-37 anvendes af United States Air Force til flyvninger i rummet med det formål at demonstrere og teste genanvendelig rumteknologi. Fartøjet er en lidt større videreudvikling af det tidligere fartøj Boeing X-40. X-37 er produceret af Boeing Defense, Space & Security.
Udviklingen af X-37 blev påbegyndt i 1999 af NASA, hvor fartøjet var tiltænkt en rolle som redningsfartøj og tiltænkt fast tilkoblet ISS. Denne nu opgivne version skulle opsendes i lastrummet på rumfærgerne, men er blevet overtaget af det United States Air Force i 2004 som militærfly. X-37 blev oprindeligt opsendt med en Atlas V-raket, men senere opsendelser er sket med SpaceX Falcon 9-raketter.
Fartøjet har gennemført fem flyvninger i rummet. Den femte flyvning blev påbegyndt den 7. september 2017 og blev afsluttet den 28. oktober 2019 efter 780 dage i kredsløb.

## Design
X-37 Orbital Test Vehicle er et genanvendeligt ubemandet rumfartøj. Det er 120 % gange større end Boeing X-40, som X-37 er udviklet på grundlag af og måler godt 8,8 meter i længden med to V-halefinner. X-37 opsendes af en Atlas V-raket, version 501 med en Centaur-raket for rakettens anden fase. X-37 er konstrueret til at kunne flyve med en hastighed på op til 25 mach ved sin genindtræden i atmosfæren.
Teknologien i X-37 inkluderede en forbedring af varmeskjoldet og varmebeskyttelsessystemet, forbedret avionics, et autonomt styresystem og et avanceret skrog. X-37's avionics blev brugt af Boeing til at udvikle Boeings CST-100 bemandede rumfartøj. Udviklingen af X-37 var ifølge NASA's oplysninger om projektet et led i udviklingen af NASA's Orbital Space Plane, der blev designet for at udvikle et rumfartøj, der kunne medbringe redningsmandskab og medbringe passagerer til og fra den internationale rumstation.
NASAs X-37 var tiltænkt at blive drevet af en Aerojet AR2-3 motor med en kraft på 29,4 kN. Motoren havde tidligere været anvendt i astronaut-træningsflyet NF-104A (en variant af jagerflyet Lockheed F-104 Starfighter), men blev i den nye anvendelse for X-37 benyttet med hydrogen-peroxid som brændstof, men tilsyneladende senere ændret til en anden brændstofsammensætning (nitrogen tetroxid).
X-37 lander automatisk efter at være vendt tilbage fra kredsløb og er det andet genanvendelige rumfartøj, der har denne egenskab, efter det sovjetiske rumfartøj Buran. X-37 er det hidtil mindste og letteste rumfartøj, der er designet til at gå i kredsløb om Jorden; dets masse ved opsendelsen er omkring 5.000 kg og er omkring en fjerdedel af størrelsen af de amerikanske rumfærger.

## Flyvninger

### Første flyvning
Første testflyvning X-37B OTV-1 skete fra Cape Canaveral Air Force Station d. 22. april 2010 og den skulle lande, efter højst 270 døgn, på Edwards Air Force Base. Den skal ligesom rumfærgerne flyve i lavt jordkredsløb (LEO), men skal ligesom den sovjetiske rumfærge Buran have fjernstyret indflyvning uden pilot  .
Fredag d. 3. december 2010 landede rumflyet på Vandenberg Air Force Base.

### Anden flyvning
Anden "testflyvning" X-37B OTV-2, kaldet USA-226, blev opsendt fra Cape Canaveral Air Force Station den 5. marts 2011 kl. 22:46 UTC. Missionen blev betegnet som fortrolig og formået angivet som forsøg på test af ny rumteknologi. Den 29. november 2011 oplyste USAF, at den forlængede USA-226 missionen udover de oprindeligt planlagte 270 dage i rummet. I april 2012 erklærede general William L. Shelton fra Air Force Space Command at missionen forløb som en "spektakulær succes".
Efter 468 dage og 14 timer i rummet landede X-37B i Vandenberg Air Force Base den 16. juni 2012.

### Tredje flyvning
OTV-3 var den tredje X-37-mission og den anden mission fortaget af fartøjet X-37B. Opsendelse af oprindeligt planlagt til den 25. oktober 2012, men blev udskudt som følge af problemer med Atlas V-løfteraketten. X-37B blev opsendt fra Cape Canaveral den 11. december 2012 kl. 18:03 UTC. Missionen havde navnet USA-240.
OTV-3 missionen endte med en landing i Vandenberg Air Field Base den 17. oktober 2014 kl. 16:24 UTC, efter at have været i kredsløb 674 dage og 22 timer.

### Fjerde flyvning
Den 20. maj 2015 foretog US Air Force den fjerde mission med X-37 da fartøjet blev opsendt fra Cape Canaveral Air Force Station kl. 15:05 UTC med en Atlas V-raket. Missionen havde navnet OTV-4 med kodenavn AFSPC-5 og opsendelse betegnet USA-261. Det var den tredje opsendelse med X-37B og den anden med det opsendte fartøj.
Formålet med missionen var at foretage diverse tests af diverse udstyr og at foretage tests for NASA af forskellige materialer i rummet.. Missionen var planlagt til at vare mindst 200 dage. Fortøjet opholdt sig 718 dage i kredsløb før det landede i Kennedy Space Centers landingsafsnit den 7. maj 2017 lidt før kl. 12:00 UTC.

### Femte flyvning
X-37 blev opsendt på sin femte flyvning (OTV-5) den 7. september 2017 med en SpaceX Falcon 9 raket fra Launch Complex 39A ved NASAs Kennedy Space Center i Florida. Missionen blev afsluttet den 27. oktober 2019 efter 780 dage i kredsløb, da fartøjet returnerede til Kennedy Space Center. Fartøjet havde under sine mission befundet sig i et højere kredsløb end tidligere missioner. Missionens formål var ikke offentliggjort, men NASA meddelte, at der i forbindelse med missionen var blevet sendt mindre satellitter i kredsløb.

## Varianter

### X-37A
X-37A var den oprindelige NASA-version af rumførtøjet. "X-37A Approach and Landing Test Vehicle (ALTV)" blev benyttet til test med svæveflyvning i 2005 og 2006.

### X-37B
X-37B er en modificeret version af NASA X-37A til brug fra U.S. Air Force. Rumflyet har gennemført flere rumflyvninger.

### X-37C
I 2011 oplyste Boeing, at der var planer om en større version af X-37B, kaldet X-37C. Rumfartøjet X-37C vil blive mellem 165 % og 180 % større end X-37B, således at fartøjet kan medføre op til seks astronauter inde i en lufttæt afdeling i fartøjets transportrum. Den forventede løfteraket vil være Atlas V Evolved Expendable Launch Vehicle. I denne rolle kan X-37C potentielt konkurrere med Boeings kommercielle rumkapsel CST-100.

## Eksterne kilder/ henvisninger
- Air Force X-37B spaceplane arrives in Florida for launch spaceflightnow.com (engelsk)
- U.S. Air Force Aims to Launch Space Plane Next Year SPACE.com (engelsk)

- Illustration af X-37 i lastrummet på en rumfærge.
- X-37 på landingsbanen.
- X-37 svæveflyver